# わき出し
流体力学におけるわき出しとは、一点を中心とする球対称な流れで、流れが中心点から外に向かって発散するものである。逆に外から中心点へ収束する流れは吸い込みという。
わき出しから流出する、または吸い込みへ流入する流量 Q あるいは m = Q/4π をわき出しあるいは吸い込みの強さという。わき出しでは m > 0、吸い込みでは m < 0 である。
空間の原点に強さが m のわき出しあるいは吸い込みがあるとき、流線は原点を通る直線群であり、速度は半径方向成分 vr のみを持ち vr =m/r2 で与えられる。
速度ポテンシャル Φ を用いると、わき出し、吸い込みは単極子であり、Φ = −m/r で与えられる。

## 二重わき出し
二重わき出しとは、同じ強さのわき出しと吸い込みが非常に近接して存在している流れである。強さ m のわき出しが x 軸上の座標 ε の点に、−m の吸い込みが −ε にあるとする。このとき原点からの距離 r、x 軸からの角度 θ の点 x の速度ポテンシャルは
{\displaystyle {\begin{aligned}\Phi &=-\mu {\frac {\cos \theta }{r^{2}}}\\&=-{\frac {{\boldsymbol {\mu }}\cdot {\boldsymbol {x}}}{r^{3}}}=({\boldsymbol {\mu }}\cdot \nabla ){\frac {1}{r}}\end{aligned}}}
ここでスカラー μ = 2εm は二重わき出しの強さと呼ばれる。またベクトル μ は吸い込みからわき出しに向かい大きさが強さに等しいベクトルで、二重わき出しのモーメントと呼ばれる。
二重わき出しは双極子に対応し、その速度ポテンシャルは一つのわき出しの速度ポテンシャルを μ ベクトル方向の微分になっている。